# Lobke de Boer
Lobke de Boer (Amsterdam, 5 november 1997) is een Nederlandse actrice en regisseuse.

## Film
- Bowy is inside (2012): Mandy
- Soof (2013): Sascha
- Paradise9 (2014): Fien Altena
- Soof 2 (2016): Sascha
- Prooi (2016): Meisje op boerderij

### Regie
- Wisten wij veel (2016); kortfilm
- Impasse (2019); kortfilm
- Terug naar Zotteken Waes (2020); kortfilm

## Televisie
- Verborgen Verhalen, aflevering 'Verboden Toegang' (2010): Alexandra
- Docklands (2010): Zus
- Hoe overleef ik? (2011-2012): Esther Jacobs
- De vloer op jr. (2012-2013)
- SpangaS (2012-2013): Philine van Soetenhorst
- Noord Zuid (2015): Roos van Randwyck
- Land van Lubbers (2016): Moniek
- De vloek van manege Pegasus (2016): Nena van der Heijden
- Suspects, aflevering 'Seriemoordenaar' (2017): Mirjam Pasveer

## Theater
- De gelukkigste dag (2015-2016)